# Bergtorpsvägen

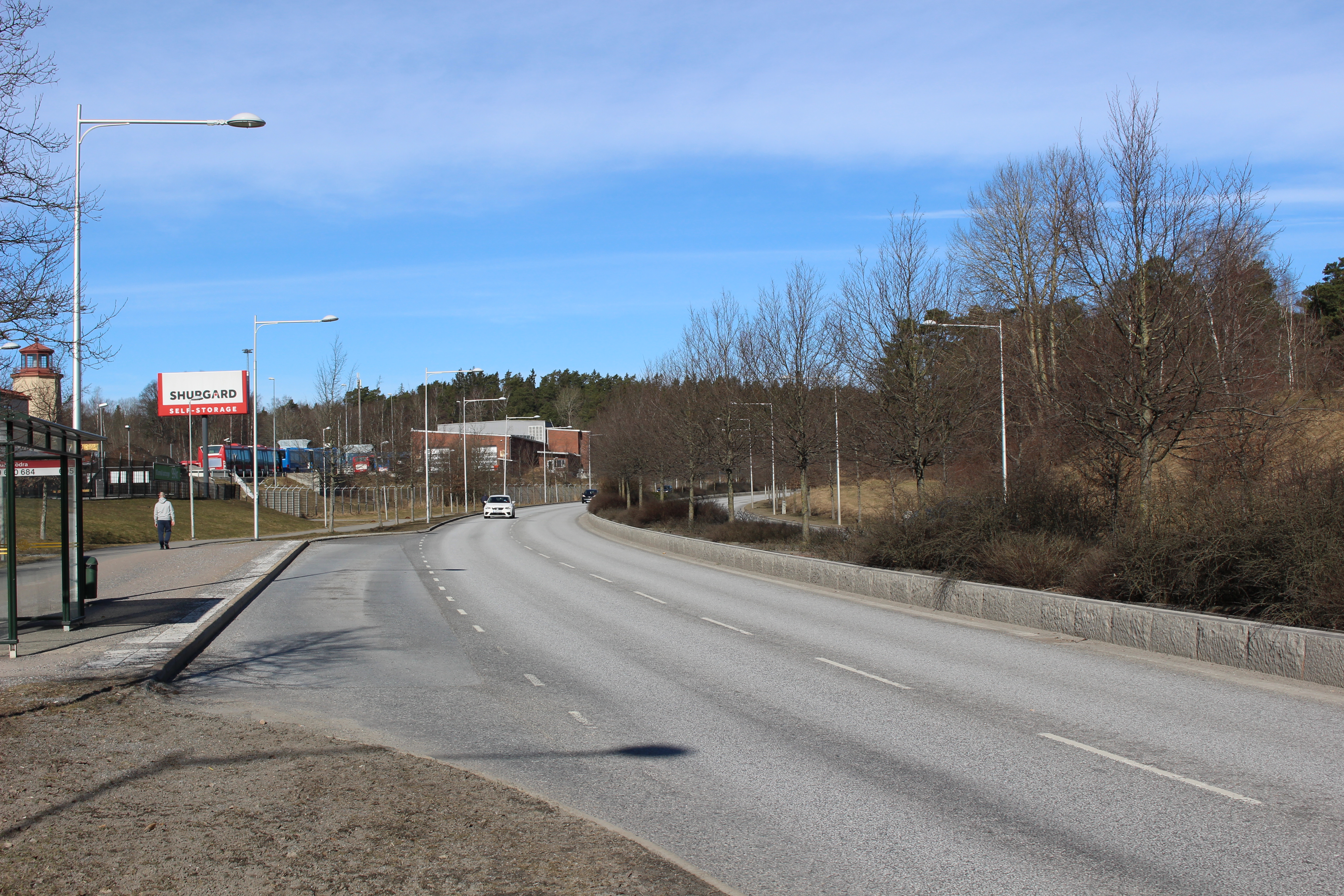
Bergtorpsvägen mot nordväst.

Bergtorpsvägen är en väg i Täby kommun, Stockholms län. Bergtorpsvägen sträcker sig i nordlig riktning från Fogdevägen i syd, över en motorvägsbro över E18  vid Trafikplats Viggbyholm, under Södervägen vid Roslagsbanans spår mellan Galoppfältets station och Viggbyholms station och sedan vidare där den korsar Stora Marknadsvägen, Viggbyholmsvägen, Stockholmsvägen, Ungdomsvägen, Gribbylundsvägen, Armévägen, Löttingelundsvägen, Travarevägen, Täbyvägen, Visingevägen, Efraimsbergsvägen och Parmvägen, över en motorvägsbro över Länsväg 265 vid Trafikplats Täby kyrkby och sedan korsar Karbygårdsvägen fram till rondellen vid Frestavägen/Vikingavägen/Åkerivägen.